# Mittelhessische Landheegen
Die Mittelhessische Landheegen sind zwei Landwehren im Westen und Süden des Landkreises Marburg-Biedenkopf. Sie bilden dort bis heute die Kreisgrenzen.

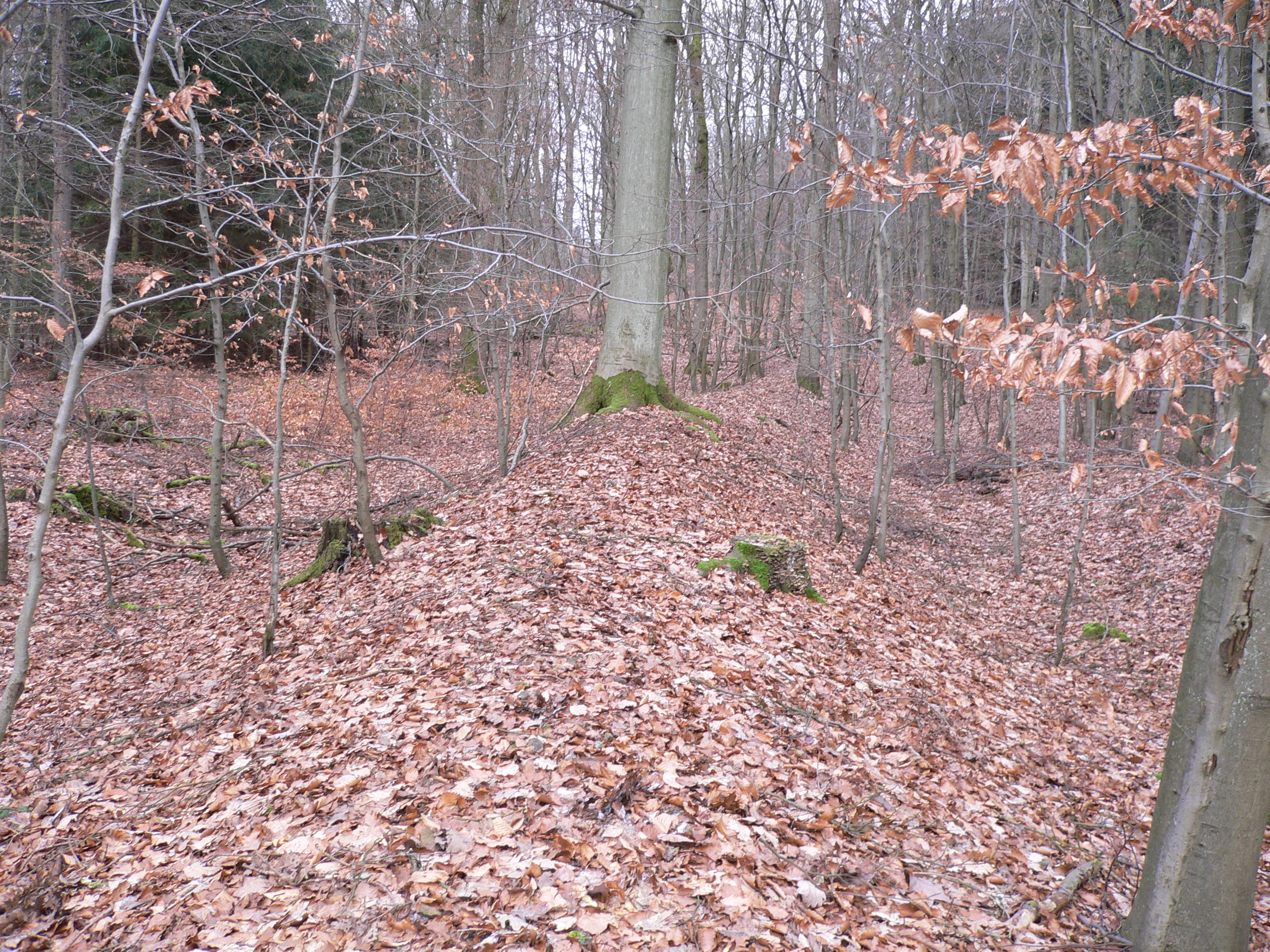
Wall der Innenheege an der Gemarkungsgrenze zwischen Römershausen (Gladenbach) und Wommelshausen (Bad Endbach)

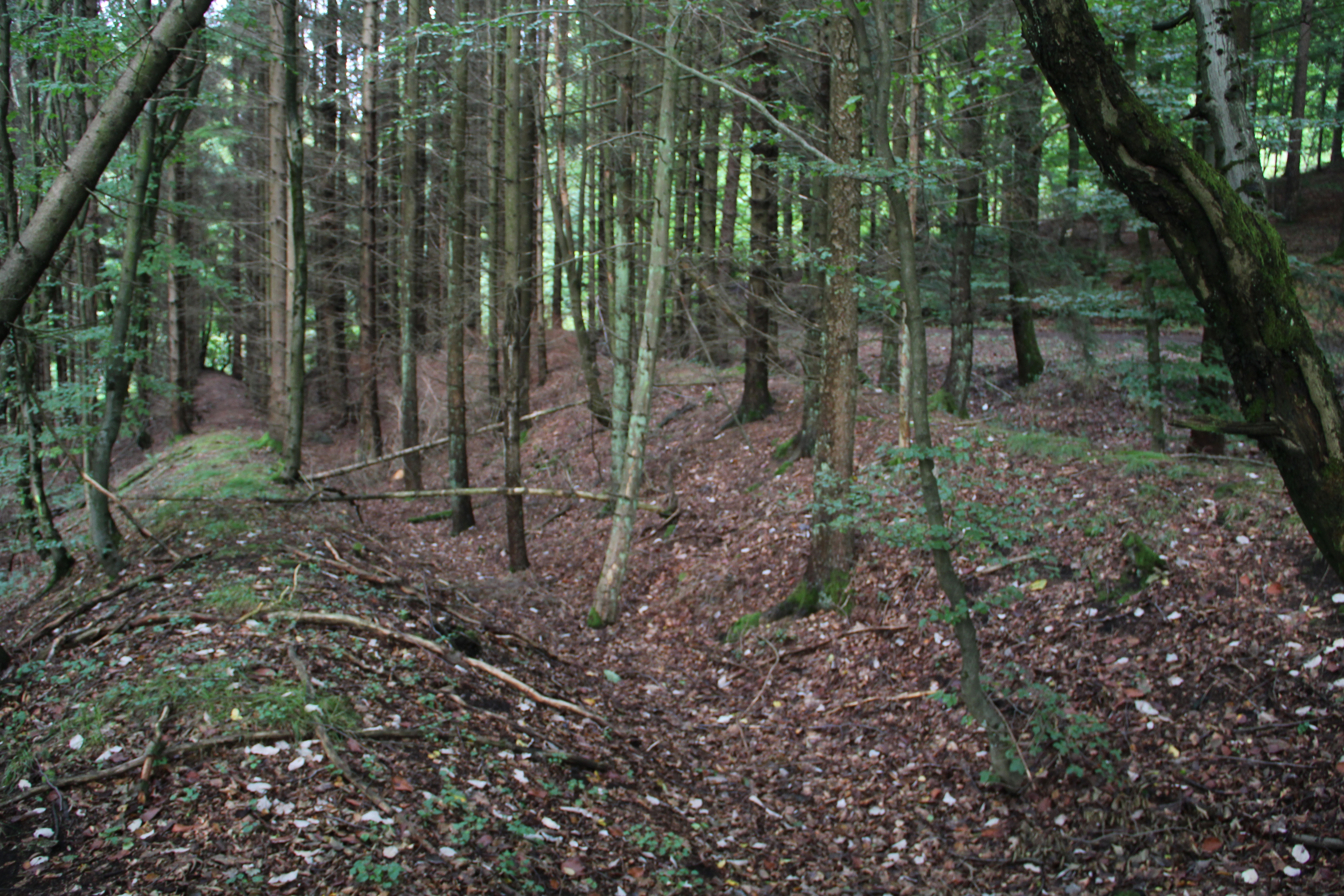
Mehrfachwälle der Innenheege nördlich Rachelshausen bei einem Wegedurchlass

Die „Innenheege“ ist 29 km lang und wurde etwa zwischen 1297 und 1307 angelegt, die „Außenheege“ ist 16 km lang und wurde vermutlich zwischen 1359 und 1374 angelegt; sie schließt an die Innenheege an.

## Geschichte
Die Heegen waren eine hochmittelalterliche Grenzsicherung. Sie waren ein von der Landgrafschaft Hessen angelegtes, gegen die in den gleichen Raum drängenden Grafen von Nassau (Haus Nassau) gerichtetes Verteidigungswerk. Das in langjährigen kriegerischen Auseinandersetzungen, „100jährige Dernbacher Fehde“ genannt, von Hessen gewonnene Gebiet des Amtes Blankenstein sollte dadurch gegen weitere Übergriffe der Nassauer und ihrer Verbündeten (u. a. das Bistum Mainz) gesichert werden. Die Innenheege schützte das „Untergericht“ (heute Stadt Gladenbach) des ehemaligen Amtes Blankenstein sowie das Gericht Lohra und den Bezirk Fronhausen (Lahn). Die Außenheege sicherte (umschloss) nach dem Ende der Fehde das „Obergericht“, heute deckungsgleich mit der Gemeinde Bad Endbach. Die Burg Neu-Dernbach (ab 1350) sollte dieses neu gewonnene Gebiet gegen weitere Übergriffe der Nassauer schützen. 

## Verlauf
Innenheege

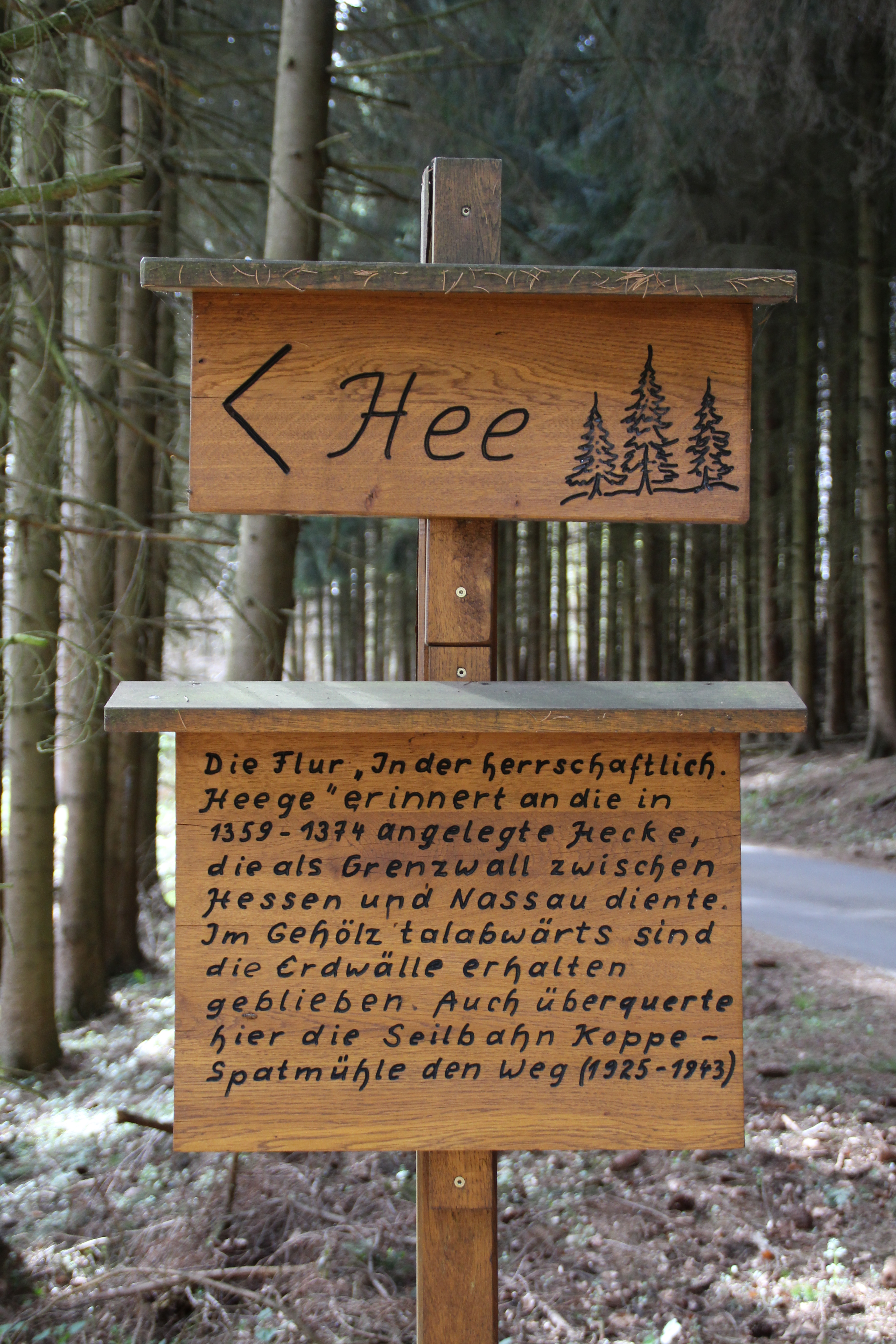
Hinweisschild auf die Außenheege an der Gemarkungsgrenze zwischen Schlierbach und Wallenfels

Die Innenheege begann bei dem Berg Allerburg (siehe Burgstall Allerburg ), nördlich der Ortschaft Rachelshausen (Gladenbach), umschloss westlich die heutigen Gemeinden Gladenbach, Lohra und Fronhausen (meist entlang den heutigen Gemeindegrenzen) und endete auf der Gemarkungsgrenze zwischen Fronhausen und der Ortschaft Odenhausen (Lollar) bei der Siedlung Röderheide an der Lahn.
Außenheege
Die Außenheege hatte ihren Anfang auf dem Kreuzberg nördlich von Bottenhorn (Bad Endbach), verlief entlang der Grenzen zu Steinperf, Gönnern und ab dann parallel der Grenze zwischen der ehemaligen Grafschaft/Herzogtum Nassau und der Landgrafschaft Hessen-Darmstadt/Großherzogtum Hessen-Darmstadt (heute Kreisgrenze zwischen dem Landkreis Marburg-Biedenkopf und dem Lahn-Dill-Kreis). Sie zog entlang diesem Grenzverlauf weiter westlich an Schlierbach (Bad Endbach) und Hartenrod vorbei, sparte die Ortschaft Günterod (Bad Endbach) aus (gehörte ursprünglich zur Grafschaft Solms) und führte weiter über die Zollbuche, bis sie bei den Schneebergen östlich Oberweidbach (Bischoffen) wieder auf die Innenheege traf.
Im Bereich der Endbacher Platte, östlich Günterod, hatte die Außenheege einen sackförmigen Anhang (Bischoffener Sack), der nahezu die gesamte Gemarkung des Ortes Bischoffen umschloss. Er sperrte mit einem Zollschlag an der Grenze zur Grafschaft Nassau/Herzogtum Nassau (zwischen Bischoffen und Offenbach (Mittenaar) bei der Gellenbach-Mühle) die neue, im Aartal verlaufende, Trasse der bedeutenden Köln-Leipziger-Fernhandelsstraße; welche die ehemals weiter nördlich verlaufende ältere Trasse der Brabanter Straße nach und nach ablöste.
Ausführung der Heege
Die Heege, in Katasterplänen auch „Landheege“ oder „Herrenheege“ genannt, bestand aus einem Gebück aus untereinander verflochtenen Hainbuchen sowie Dornen und war zwischen 30 und 50 m breit. Auf weiten Strecken war sie außerdem noch mit einem Wall und Graben auf der vermuteten Angriffsseite versehen. In ihrem Verlauf wurden auch natürliche Gegebenheiten im Gelände, wie Kanten und Felsen, sowie kleine Hügel als Aussichtspunkte einbezogen. Entlang der Verteidigerseite war ein Reit- und Kontrollweg angelegt. In das System waren auf hessischer Seite Landwarten und Burgen integriert, die sich untereinander mit optischen Signalen (Fahnen, Rauch, Spiegeln, Fackeln) verständigten.
Wegedurchlässe
An den Stellen, wo Wege und Fernwege die Heegen kreuzten, standen Kontrollstationen, Zollstationen mit Schlagbäumen. So in der Außenhheege, und zwar je eine Station, nördlich von Schlierbach im Schelderwald, Flurname „Am Rad“,  eine westlich von Bischoffen bei der Gellenbach Mühle (Dreiländereck) und eine weitetere westlich von Hartenrod auf dem Salzbödesattel. Im Verlauf der Innenheege gab es einen gesicherten Durchlass nördlich von Rachelshausen, einen nördlich von Weidenhausen beim Schloog (Flurname) und einen bei der Zollbuche.
Bis heute Gemeinde- und Kreisgrenze
Die Trassen der ehemaligen Außen- und der Innenheege haben bis heute den Verlauf der Kreisgrenze des Landkreises Marburg-Biedenkopf, sowohl zum westlichen Lahn-Dill-Kreis, als auch zum südlichen Landkreis Gießen festgelegt. Konkret trifft dies zu auf die Westgrenzen der Gemeinden Bad Endbach, Gladenbach und ein Teilstück der Gemeinde Lohra zum Lahn-Dill-Kreis, sowie auf den weiteren Verlauf der Südgrenzen der Gemeinden Lohra und Fronhausen zum Landkreis Gießen.
Im 15. und 16. Jahrhundert wurden die Heegen im mittelhessischen Raum aufgegeben und das Holz zum größten Teil zu Holzkohle verkohlt.

## Weitere Heegen in der Region

### Heegen der Grafschaften Solms und Nassau
Auch die Grafschaften Solms und Nassau hatten ihre Herrschaftsgebiete durch Heegen voneinander getrennt, wie die Heege auf der „Hörre“ belegt, die bei Edingen an der Dill begann und an den Anhang der hessischen Außenheege bei Bischoffen (Bischoffer Sack), bei der Gellenbach-Mühle (Zollstelle: Hessen-Darmstadt/Nassau) anschloss. Unterhalten wurde diese Heege von beiden Anrainern.

### Heege der Mark Dautphe
Die Mark Dautphe, welche 791 erstmals genannt wird, bildete wirtschaftlich, als Cent beziehungsweise Centgericht auch politisch und rechtlich, eine Einheit. Deren Heege verlief vom Daubhaus (Beginn der hess. Innenheege) zwischen Holzhausen und Runzhausen zur Landwehr am Hünstein bei Holzhausen, von dort über den Lämp-Berg, den Streichenberg und über die Hohe Höll zwischen Allendorf und Damshausen, überquerte westlich von Kernbach die Lahn, stieg auf zu den Wichtelhäusern am Wollenberg. Weiterhin folgte die Heege dem so genannten Lützeler Gebirge bis zur Sackpfeife, drehte zum so genannten Wieschen, dann über den Hainpracht, überquerte wiederum die Lahn bei Ludwigshütte,  den Burgberg westlich bei Hommertshausen, den Bolzeberg, den Schlossberg und wieder zum Daubhaus. Bis Ende des 15. Jahrhunderts stellte die Westgrenze dieser Heege auch die westliche Begrenzung des landgräflich-hessischen Hoheitsbereichs dar.